# Carduus personata
Il cardo personata (nome scientifico Carduus personata (L.) Jacq., 1776)  è una pianta erbacea perenne dai grandi capolini violetto-purpurei appartenente alla famiglia delle Asteraceae.

## Etimologia
Il nome del genere (Carduus) deriva dal latino (= “cardo” in italiano) che a sua volta potrebbe derivare da una parola greca il cui significato si avvicina al nostro vocabolo “rapare”; ma altre ricerche farebbero derivare da un'altra radice, sempre greca,  “ardis”  (= “punta dello strale”), alludendo ovviamente alla spinosità delle piante di questo genere. L'epiteto specifico (personata)  deriva dal latino  “personatus”  ( = mascherato).

Il binomio scientifico attualmente accettato (Carduus personata ) è stato proposto inizialmente da Carl von Linné (Rashult, 23 maggio 1707 –Uppsala, 10 gennaio 1778), biologo e scrittore svedese, considerato il padre della moderna classificazione scientifica degli organismi viventi e successivamente perfezionato dal medico, chimico e botanico olandese Nikolaus Joseph von Jacquin (Leida, 16 febbraio 1727 – Vienna, 26 ottobre 1817) nella pubblicazione ” Florae Austriaceae, sive Plantarum Selectarum in Austriae”  (http://www.botanicus.org/title/b12003402).

## Descrizione

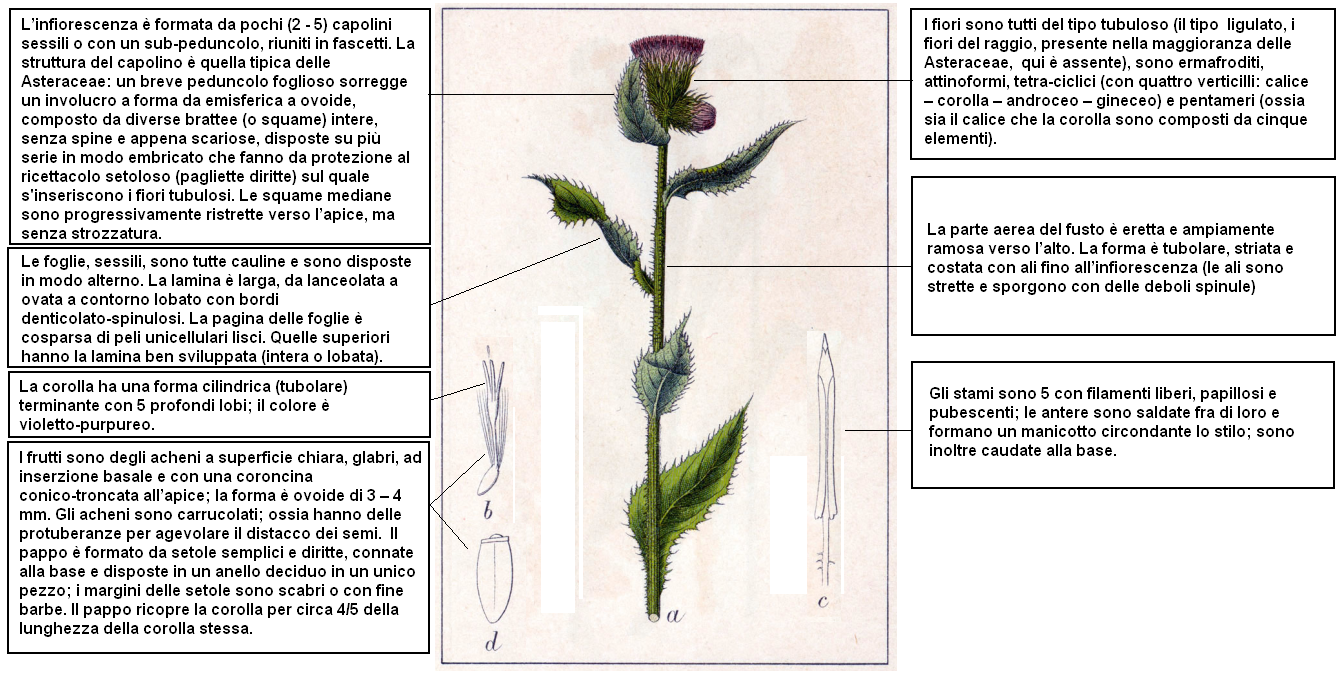
Descrizione delle parti della pianta

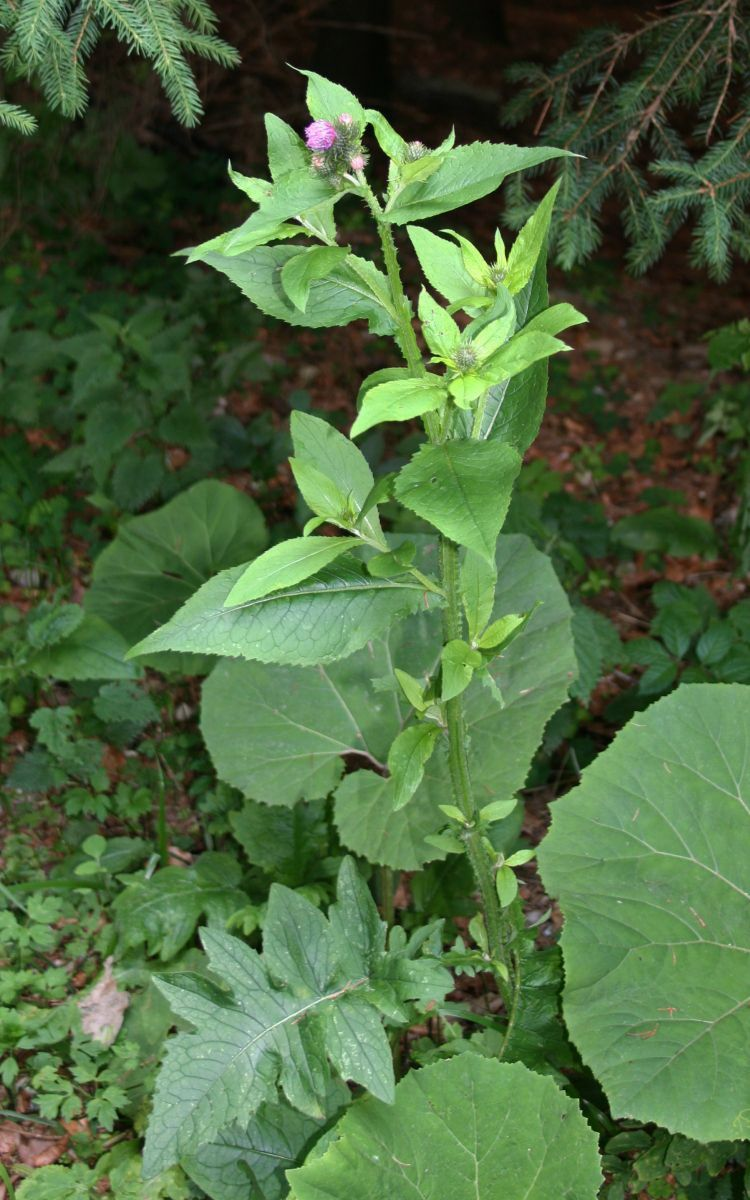
Il portamento

(La seguente descrizione è relativa alla specie Carduus personata s.l.; per i dettagli delle varie sottospecie vedere più avanti.)

È una pianta eretta che può raggiungere dai 5 ai 15 dm (massimo 25 dm). La forma biologica di questa specie è emicriptofita scaposa (H scap); ossia sono piante perennanti (in alcuni casi può presentarsi con un ciclo biologico bienne) con gemme poste al livello del suolo con fusto allungato e poco foglioso. In queste piante le spine sono molli e presenti sia sul fusto che sulle foglie.

### Radici
Le radici sono grosse e servono anche da ancoraggio oltre che da alimentazione.

### Fusto

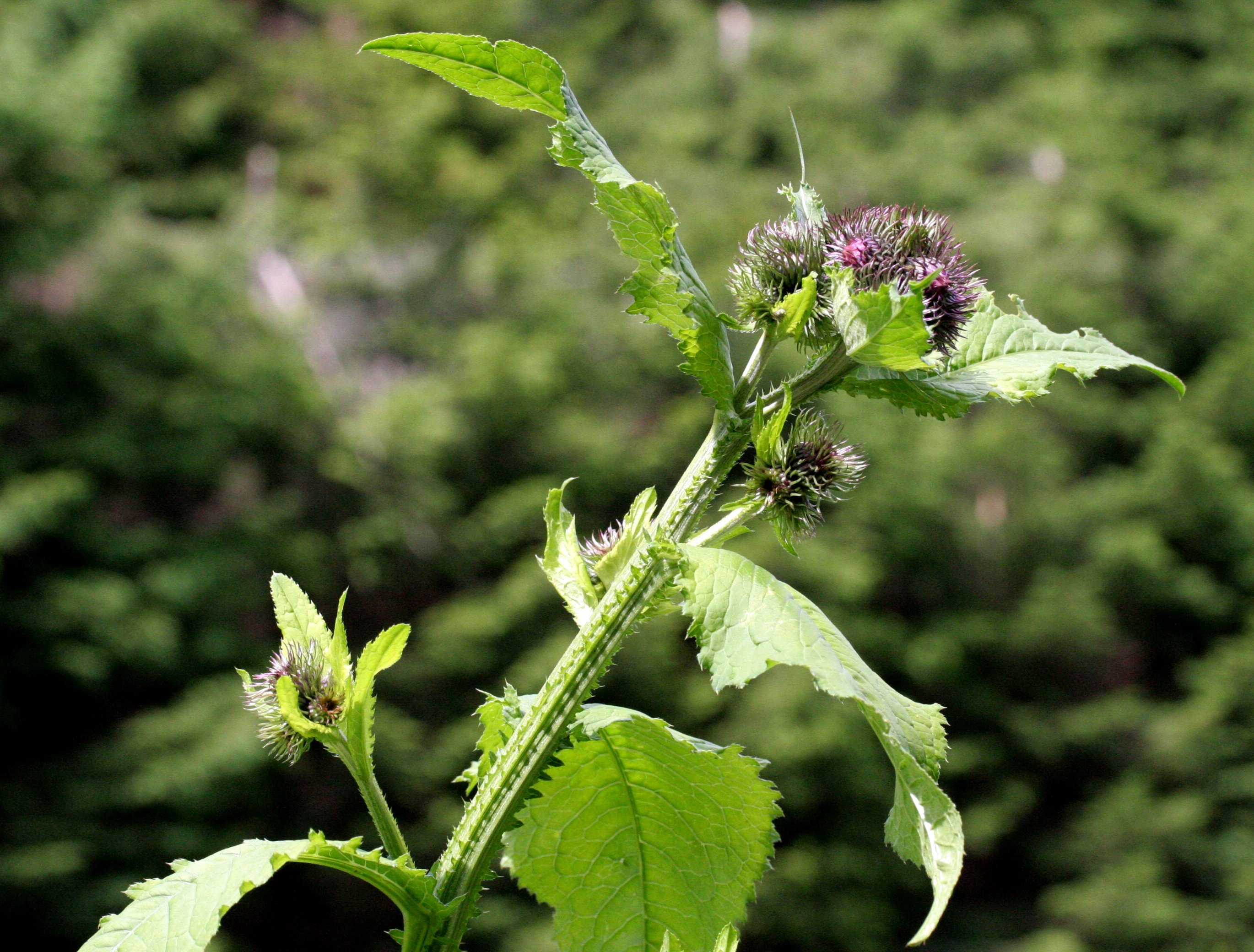
Il fusto
Località: Cima Sappada, Sappada (BL), 1290 m s.l.m. – 24/06/2009

La parte aerea del fusto è eretta e ampiamente ramosa verso l'alto. La forma è tubolare, striata e costata con ali fino all'infiorescenza (le ali sono strette e sporgono di 0,5–1 mm con delle deboli spinule di 1–2 mm)

### Foglie

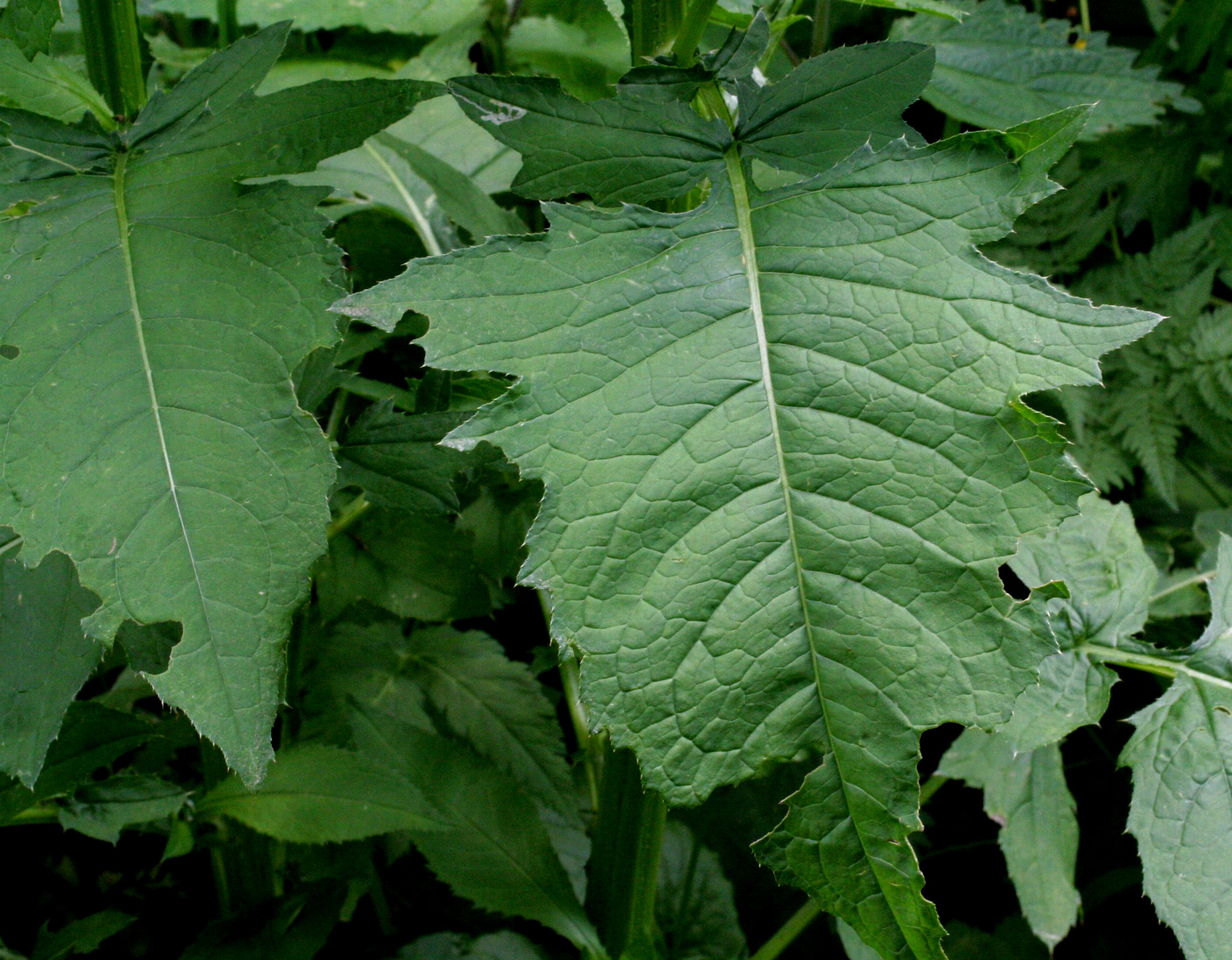
Le foglie
Località: Cima Sappada, Sappada (BL), 1290 m s.l.m. – 24/06/2009

Le foglie, sessili, sono tutte cauline e sono disposte in modo alterno. La lamina è larga, da lanceolata a ovata a contorno lobato (con 4 - 6 segmenti per lato) con bordi denticolato-spinulosi. La pagina delle foglie è cosparsa di peli unicellulari lisci. Quelle superiori hanno la lamina ben sviluppata (intera o lobata). Dimensione delle foglie inferiori: larghezza 1–2 dm; lunghezza 3–4 dm. Dimensione delle foglie mediane: larghezza 6–10 cm; lunghezza 12–15 cm.

### Infiorescenza

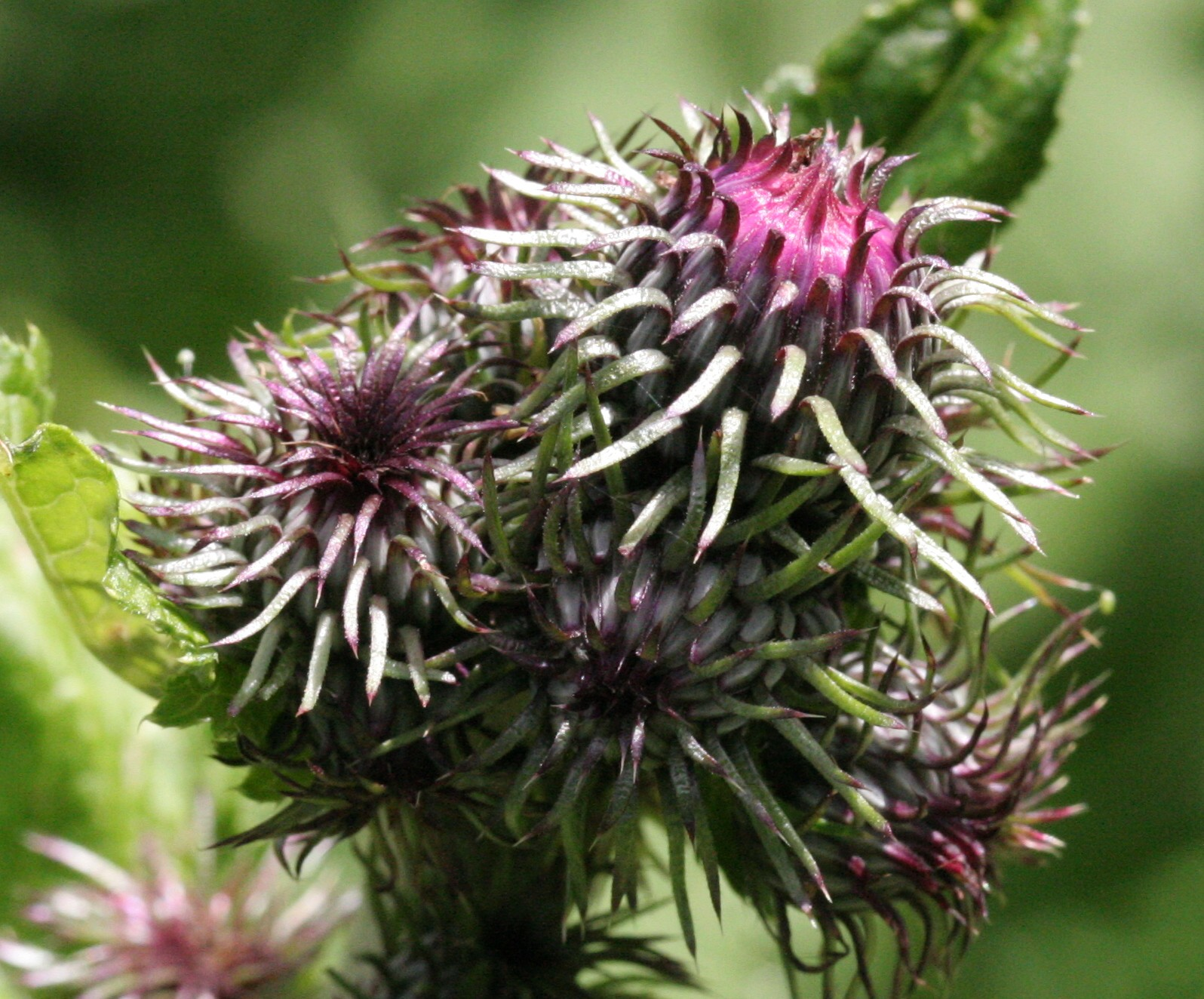
Infiorescenza
Località: Cima Sappada, Sappada (BL), 1290 m s.l.m. – 24/06/2009

L'infiorescenza è formata da pochi (2 - 5) capolini sessili o con un sub-peduncolo, riuniti in fascetti. La struttura del capolino è quella tipica delle Asteraceae: un breve peduncolo foglioso sorregge un involucro a forma da emisferica a ovoide, composto da diverse brattee (o squame) intere, senza spine e appena scariose, disposte su più serie in modo embricato che fanno da protezione al ricettacolo setoloso (pagliette diritte) sul quale s'inseriscono i fiori tubulosi. Le squame mediane sono progressivamente ristrette verso l'apice, ma senza strozzatura ed hanno una caratteristica forma a "S". Lunghezza dei peduncoli: 8 cm. Dimensione dell'involucro: larghezza 1–2 cm; lunghezza 1–1,5 cm. Diametro del capolino: 1,5–3 cm. Dimensione delle squame mediane: larghezza 1–1,5 mm; lunghezza 11–13 mm.

### Fiore
I fiori sono tutti del tipo tubuloso (il tipo ligulato, i fiori del raggio, presente nella maggioranza delle Asteraceae,  qui è assente), sono ermafroditi, attinoformi, tetra-ciclici (con quattro verticilli: calice – corolla – androceo – gineceo) e pentameri (ossia sia il calice che la corolla sono composti da cinque elementi).
- Formula fiorale :

- /x K {\displaystyle \infty }, [C (5), A (5)], G 2 (infero), achenio

- Calice: i sepali del calice sono ridotti ad una coroncina di squame.
- Corolla: la corolla ha una forma cilindrica (tubolare) terminante con 5 profondi lobi; il colore è violetto-purpureo. Lunghezza della corolla: 12–14 mm.
- Androceo: gli stami sono 5 con filamenti liberi, papillosi e pubescenti; le antere sono saldate fra di loro e formano un manicotto circondante lo stilo; sono inoltre caudate alla base.
- Gineceo: l'ovario è infero e uniloculare formato da 2 carpelli; lo stilo è unico con uno stimma terminale lungamente bifido e glabro. All'apice dello stilo è presente un ciuffo di peli. La superficie stigmatica è localizzata nella parte interna dello stilo.[14]
- Fioritura: da giugno a agosto (settembre).

### Frutti
I frutti sono degli acheni a superficie chiara e liscia, glabri, ad inserzione basale e con una coroncina conico-troncata all'apice; la forma è ovoide di 3–4 mm. Gli acheni sono carrucolati; ossia hanno delle protuberanze per agevolare il distacco dei semi. Il pappo è formato da setole semplici e diritte, connate alla base e disposte in un anello deciduo in un unico pezzo; i margini delle setole sono scabri o con fine barbe. Il pappo ricopre la corolla per circa 4/5 della lunghezza della corolla stessa (lunghezza del pappo: 8 – 12 mm).

## Biologia
- Impollinazione: l'impollinazione avviene tramite insetti (impollinazione entomogama).
- Riproduzione: la fecondazione avviene fondamentalmente tramite l'impollinazione dei fiori (vedi sopra).
- Dispersione: i semi cadendo a terra (dopo essere stati trasportati per alcuni metri dal vento per merito del pappo – disseminazione anemocora) sono successivamente dispersi soprattutto da insetti tipo formiche (disseminazione mirmecoria).

## Distribuzione e habitat

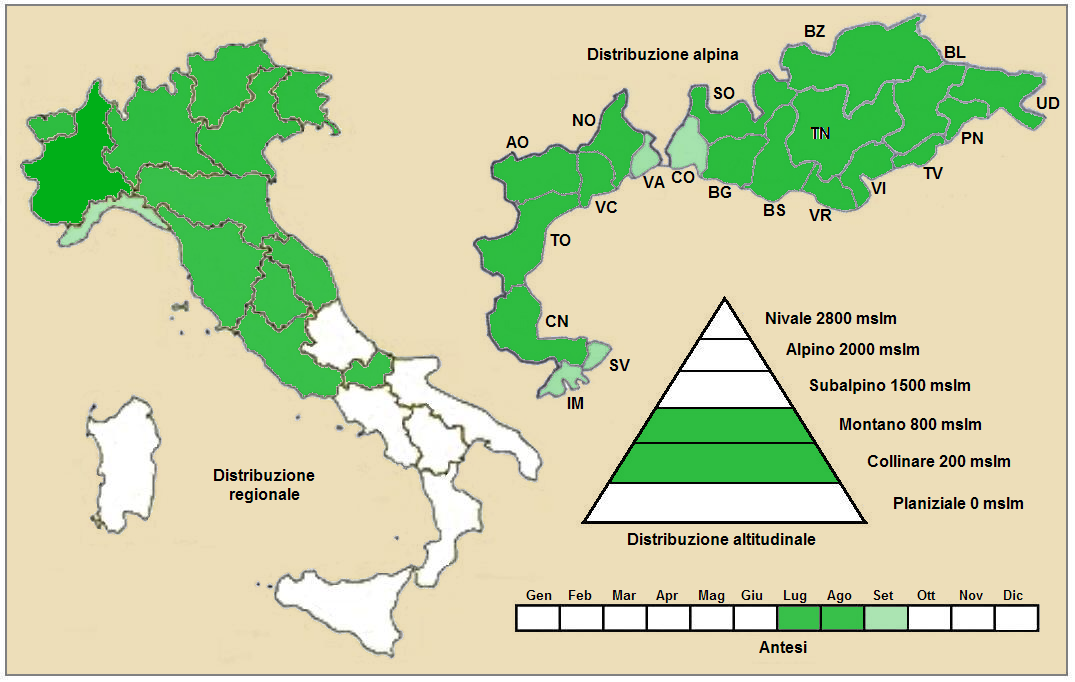
Distribuzione della pianta
(Distribuzione regionale – Distribuzione alpina)

- Geoelemento: il tipo corologico (area di origine) è Orofita / Sud Est Europeo.
- Distribuzione: in Italia si trova al nord e negli Appennini settentrionali e centrali. È considerata specie rara. Nelle Alpi è ovunque presente sia sul versante italiano che oltreconfine. È presente inoltre nei seguenti rilievi europei: Foresta Nera, Vosgi, Massiccio del Giura, Massiccio Centrale, Monti Balcani e Carpazi.[17]
- Habitat: l'habitat tipico per queste piante sono le radure umide, gli avvallamenti e le sponde dei ruscelli boschivi; ma anche le zone ruderali, aree abbandonate, scarpate, prati e pascoli mesofili, megaforbieti e popolamenti a felci. Il substrato preferito è calcareo ma anche calcareo/siliceo con pH basico, alti valori nutrizionali del terreno che deve essere umido.
- Distribuzione altitudinale: sui rilievi queste piante si possono trovare da 500 fino a 1700 m s.l.m.; frequentano quindi i seguenti piani vegetazionali: subalpino e montano.

### Fitosociologia

#### Areale alpino
Dal punto di vista fitosociologico alpino la specie di questa scheda appartiene alla seguente comunità vegetale:
Formazione: delle comunità delle macro- e megaforbie terrestri
Classe: Mulgedio-Aconitetea
Ordine: Calamagrostietalia villosae
Alleanza: Arunco-Petasition

#### Areale italiano
Per l'areale completo italiano Carduus personata appartiene alla seguente comunità vegetale:
Macrotipologia: vegetazione erbacea sinantropica, ruderale e megaforbieti.
Classe: Galio aparines-Urticetea dioicae Passarge ex Kopecký, 1969
Ordine: Galio aparines-Alliarietalia petiolatae Oberdorfer ex Görs & Müller, 1969
Alleanza: Petasition officinalis Sill., 1933 em. Kopecky, 1969
Descrizione. L'alleanza Petasition officinalis è relativa alle comunità con prevalenza di specie perenni in orli forestali mesofili o meso-igrofili che si sviluppano in habitat ricchi di nutrienti dei climi temperati ed umido del Mediterraneo. La comunità è povera di specie perenni a foglia larga. Distribuzione: l'alleanza è ampiamente distribuita sia in Europa che in Italia.
Specie presenti nell'associazione: Cirsium erisithales, Elymus caninus, Orobanche flava, Petasites hybridus, Petasites kablikianus, Valeriana sambucifolia, Telekia speciosa, Aconitum napellus, Aconitum variegatum, Aruncus dioicus, Athyrium filix-foemina, Cardamine amara, Carduus personata, Chrysosplenium alternifolium, Conocephalum conicum, Crepis paludosa, Knautia maxima, Lamiastrum montanum, Milium effusum, Oxalis acetosella, Pellia epiphylla, Petasites albus, Primula elatior, Ranunculus lanuginosus, Saxifraga rotundifolia, Senecio ovatus, Stellaria nemorum, Veronica urticifolia, Vicia sylvatica, Chaerophyllum hirsutum, Festuca gigantea, Geranium phaeum, Impatiens noli-tangere e Stachys sylvatica

## Tassonomia
La famiglia di appartenenza di questa voce (Asteraceae o Compositae, nomen conservandum) probabilmente originaria del Sud America, è la più numerosa del mondo vegetale, comprende oltre 23.000 specie distribuite su 1.535 generi, oppure 22.750 specie e 1.530 generi secondo altre fonti (una delle checklist più aggiornata elenca fino a 1.679 generi). La famiglia attualmente (2021) è divisa in 16 sottofamiglie.
Cardueae è una delle 4 tribù della sottofamiglia. La tribù Cardueae a sua volta è suddivisa in 12 sottotribù (la sottotribù Carduinae è una di queste).  Il genere Carduus elenca 92 specie distribuite in Eurasia e parte in Africa del nord, delle quali una ventina sono presenti spontaneamente sul territorio italiano.
Il basionimo per questa specie è: Arctium personata L., 1753.

### Filogenesi
Il genere di questa voce è inserito nel gruppo tassonomico della sottotribù Carduinae. In precedenza provvisoriamente era inserito nel gruppo tassonomico informale "Carduus-Cirsium Group". La posizione filogenetica di questo gruppo nell'ambito della sottotribù è abbastanza vicina al "core" della sottotribù (con il genere Cirsium forma un "gruppo fratello") e dalle analisi molecolari è stato calcolato in 7,2 milioni di anni fa la separazione di questo genere dal resto del gruppo.
Il numero cromosomico di Carduus personata è: 2n = 16, 18 e 22..
I caratteri distintivi di questa specie nell'ambito del genere sono:
- la forma dell'involucro varia da emisferico a ovoide;
- le brattee involucrali medie sono progressivamente ristrette dalla base all'apice (non è presente la strozzatura);
- il pappo è lungo 8 – 13 mm.

Questi caratteri sono condivisi con le seguenti specie (tra parentesi sono indicati alcuni caratteri distintivi della specie):
- Carduus carduelis (L.) Gren., 1864  (le brattee involucrali esterne sono curve; le foglie basali hanno 6 - 8 segmenti per lato; gli acheni sono verrucosi).
- Carduus acanthoides L., 1753 (le spine sono robuste e lunghe (5 – 12 mm); il diametro dei capolini è di 25 – 35 mm; la superficie degli acheni è minutamente verrucosa).
- Carduus crispus L., 1753  (le spine sono deboli e brevi; il diametro dei capolini è di 15 – 25 mm; la superficie degli acheni è liscia).

### Variabilità
In Italia sono riconosciute due sottospecie:

#### Subsp.personata
- Nome scientifico: Carduus personata (L.) Jacq. subsp. personata.
- Descrizione: le foglie cauline sono prolungate in ali decorrenti lungo il fusto; quelle superiori sono amplessicauli; i capolini sono isolati o eventualmente in fascetti due 2 – 3.
- Distribuzione: è il tipo più comune in Italia (al Settentrione e al Centro).

#### Subsp.albidus
- Nome scientifico: Carduus personata (L.) Jacq. subsp. albidus (Adamovic) Kazmi.
- Descrizione: la pianta si presenta bianco-ragnatelosa sia sul fusto che sulle foglie; le foglie cauline in genere non sono decorrenti lungo il fusto; le superiori sono sessili ma sono ristrette alla base; le infiorescenze contengono facilmente 3 – 5 (ma anche 8) capolini.
- Distribuzione: è presente, ma rara, solo nelle Dolomiti; in effetti questa varietà è centrata nell'area Balcanico-Carpatica e in Italia abbiamo l'estremo avamposto occidentale di questa sottospecie.

### Ibridi
Nell'elenco seguente sono indicati alcuni ibridi interspecifici (non sempre gli ibridi sono riconosciuti da tutte le checklist):
- Carduus × conrathii Hayek, 1912 - Ibrido con Carduus acanthoides L.
- Carduus × grenieri Schultz-Bip. ex Nyman, 1879 - Ibrido con Carduus nutans L.
- Carduus × naegelii Brügger, 1880 - Ibrido con Carduus defloratus L.
- Carduus × personatiformis Rouy, 1905 - Ibrido con Carduus crispus L.
- Carduus × sepincola Hausskn., 1894 - Ibrido con Carduus crispus L.

In questo elenco è indicato un Ibrido intragenerico:
- ×Carduocirsium khekkii P. Fourn., 1940 - Ibrido con Cirsium heterophyllum (L.) Hill

### Sinonimi
Questa entità ha avuto nel tempo diverse nomenclature. L'elenco seguente indica alcuni tra i sinonimi più frequenti:
- Carduus arctioides  Vill.
- Carduus leucanthemos Schur
- Carduus personata var. personata
- Carduus personata var. spinosissimus  Willk.
- Carduus personatus
- Carduus simplicifolius  Sanguin.
- Cirsium lappaceum  Lam.
- Cirsium lappaceum subsp. lappaceum
- Cirsium lappaceum var. lappaceum

### Specie simili
Tutti i cardi sono molto simili tra di loro. Nell'elenco sottostante sono indicate alcune specie principalmente abitatrici dell'arco alpino con le caratteristiche più differenti rispetto alla specie di questa voce:
- Carduus acanthoides L. - Cardo branca-orsina: il fusto è poco ramoso con pochi capolini terminali; le foglie superiori hanno la lamina ristretta e pennatosetta; la pagina inferiore delle foglie è cosparsa di peli pluricellulari crespi; tutta la pianta è molto spinosa.
- Carduus crispus L. - Cardo crespo: la pagina inferiore delle foglie è cosparsa di peli unicellulari lisci; le spine in genere sono più deboli.
- Carduus defloratus L. - Cardo decapitato: il fusto non è alato e il capolino è solitario e incurvato appena sotto l'infiorescenza; le foglie sono glabre a lamina lanceolata e bordi interi percorsi da deboli spine.
- Carduus tenuiflorus Curtis - Cardo a capolini gracili: il fusto ha delle spine robuste; i capolini hanno un involucro cilindrico e sono riuniti in un numero maggiore (da 3 a 8, fino a 12); le squame mediane sono glabre.
- Carduus pycnocephalus L. - Cardo a capolini densi: il fusto ha delle spine robuste; i capolini hanno un involucro cilindrico allungato e sono riuniti in un numero maggiore; le squame mediane sono cigliate sui bordi.
- Carduus nutans L. - Cardo pendente: le squame mediane dell'involucro presentano nella zona mediana una strozzatura; i capolini sono inclinati.

La pianta di questa voce può essere confusa anche con la specie Cirsium montanum (W. & K.) Sprengel - Cardo montano: in questa specie i fusti sono nudi (cioè privi di spini) nella parte alta e il pappo è formato da peli piumosi.

## Altre notizie
Il cardo bardana in altre lingue viene chiamata nei seguenti modi:
- (DE)  Gewöhnliche Kletten-Distel
- (FR)  Chardon bardane